# La casa del canal
La casa del canal (en francés: La maison du canal) es una novela del escritor belga Georges Simenon, escrita en Marsilly, Charente-Maritime en enero de 1933.  Después de una publicación anticipada en cuatro entregas de la revista La Revue de France del 1 de abril al 15 de mayo de ese año, el libro fue publicado en mayo de 1933 por el editor francés Fayard como una de las primeras novelas de Simenon que no son de Maigret. 
Un huérfana de 16 años de Bruselas va a vivir con unos familiares en una granja solitaria en Flandes. No es fácil para la muchacha de ciudad que no habla una palabra de flamenco trasladarse al medio rural. Pero la adolescente pronto se da cuenta del efecto que tiene sobre los dos primos. Mientras ella comienza a ejercer su poder sobre el más joven, el mayor sigue los pasos de su difunto padre y dirige el negocio en la casa junto al canal.

## Argumento

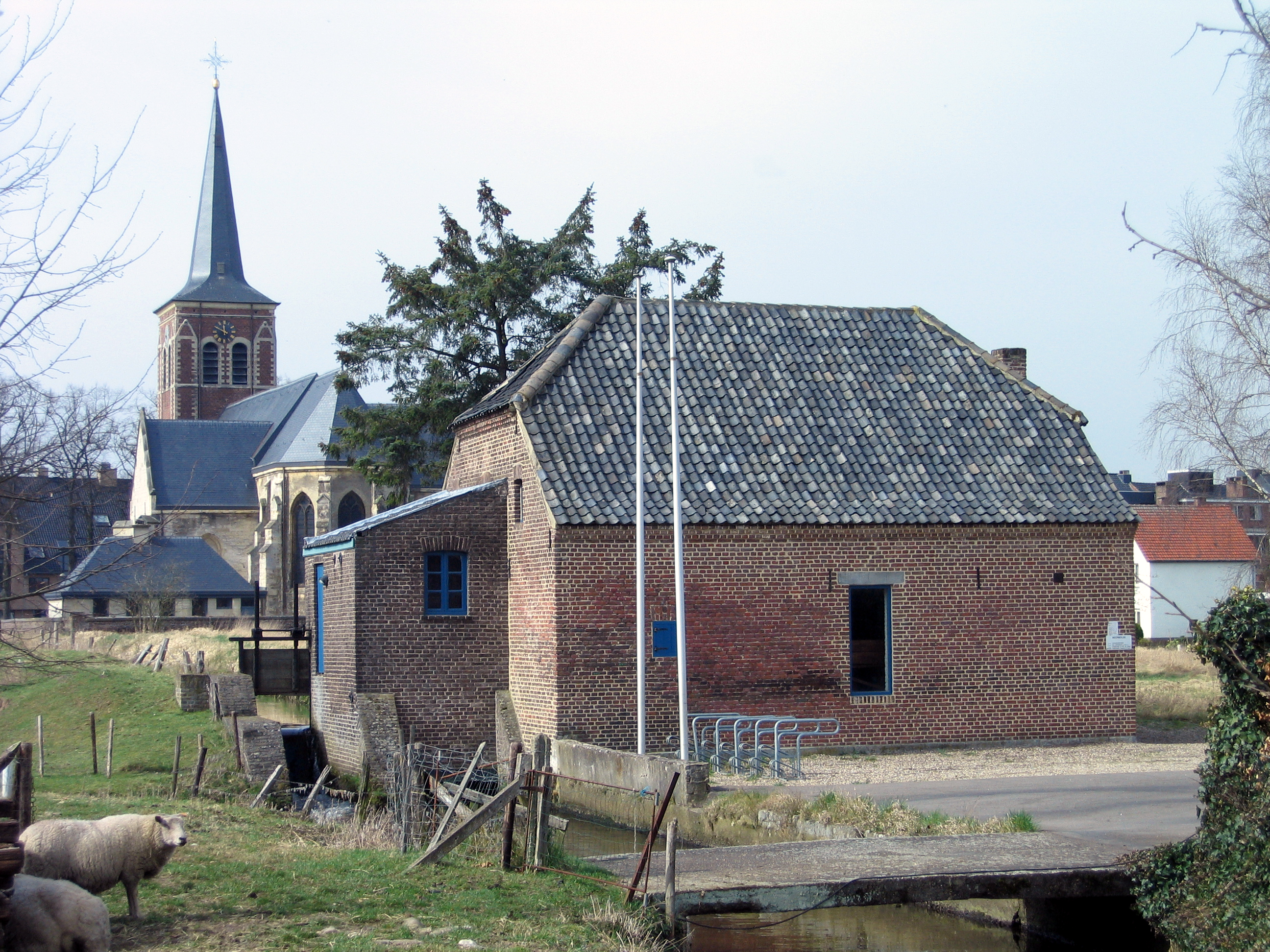
Molino en Neeroeteren

Edmée, de 16 años, es huérfana. Después de que su madre muriera durante su parto, su padre, un médico de Bruselas, murió también hace unos días. Luego, su tutor la envia a vivir con unos familiares en Limburgo, en una casa solitaria en el Schifferskanal, cerca del pueblo de Neeroeteren. Cuando la muchacha llega allí, su tío acaba de morir de gangrena debido a una herida no tratada. Ahora su primo, Fred Van Elst, de 21 años, se hace cargo de la finca, donde viven su madre retraída, su hermano Jef, de 19 años, su hermana Mia, de 17, y tres hermanos menores. El pariente más cercano es el tío Louis, un fabricante de cigarros de la cercana Maaseik.
Edmée tiene dificultades para adaptarse al entorno desconocido. No habla flamenco, sólo los tres hermanos mayores entienden francés. La niña mimada de la ciudad se niega a realizar cualquier tarea doméstica o cualquier otra actividad que pueda resultar útil. Para ellos, los flamencos son campesinos de rasgos toscos, carentes de gusto y modales, mientras que sus primos la admiran abiertamente por su moda urbana, su gracia y su piel impecable. La muchacha pronto gana poder sobre su primo Jef, un tosco con un corazón tierno. Ella lo anima a cazar ardillas, con cuyo pelaje él le cose una alfombra, pero con un agradable escalofrío le dice que el hombre que quiera casarse con ella algún día también debe poder matar gente. Jef construye minuciosamente un joyero para su prima y le roba las piedras preciosas del cáliz de la iglesia, que, sin embargo, resultan ser réplicas sin valor.
Fred, el hermano mayor, al principio no muestra ningún interés por su prima. Coquetea con la hija del panadero y se rumorea que tiene una amante en Hasselt, donde suele pasar la noche. Pero cuando se da cuenta de que Edmée, la muchacha de la ciudad, está llamando la atención de todos los hombres del pueblo, él también comienza a interesarse por ella, que es completamente diferente a todas las mujeres que conoce. Hace avances bruscos varias veces. Finalmente, un niño presencia su intento de violación en el bosque. Furioso, Fred arroja al testigo al suelo, donde se golpea la cabeza y queda muerto. Edmée, Fred y Jef, que los acompañó, acuerdan guardar silencio sobre el crimen y arrojar el cuerpo del niño al canal.
Los sentimientos de culpa por el niño muerto y el despertar de su sexualidad perturban la vida emocional de Edmée. En el frío invernal contrae bronquitis, que se niega a curarse. El tío Louis le presenta a la muchacha un médico en Hasselt, quien le diagnostica tuberculosis leve. Edmée aprovecha la oportunidad para localizar a su primo Fred en la ciudad, que está tirando su dinero en un bar. La auditoría posterior realizada por el tío Louis revela que su sobrino malversa dinero del tribunal para financiar sus viajes regulares a Hasselt. Sólo Edmée comprende el deseo de su primo de escapar, y cuando el sombrero rojo del niño aparece en el canal, su inquietud por el entorno desconocido crece dentro de ella. Fred, que sabe que tendrá que dejar la granja, quiere mudarse a la ciudad para casarse con ella. Aunque Mia le dice a Edmée que Jef la matará si se casa con su hermano, ella le da su "sí" frente a la familia reunida.
Dos años más tarde, el juez de instrucción Coosemans es llamado a un caso de asesinato en Amberes. La muerta es Edmée Van Elst, cuyo marido Fred trabaja ahora como secretario en una compañía naviera. El perpetrador es rápidamente encontrado. Se trata de su hermano Jef, que tuvo que abandonar la granja de su padre junto con el resto de la familia Van Elst y ahora se gana la vida produciendo y vendiendo dulces. Jef se deja arrestar sin resistencia. Cuando el fiscal le pregunta por qué había violado y estrangulado a su cuñada, él le pregunta a su vez, qué habría hecho él en su lugar. La noche siguiente, Jef se quita la vida.

## Interpretación
Para Maria Ehing, La casa del canal es una novela policíaca inusual en su estructura externa, en la que la atención no se centra en el descubrimiento de un crimen, sino en el trasfondo psicológico y los procesos que inevitablemente conducen a él. El delito en sí sólo se comete al final y el autor es inmediatamente condenado. No es la venganza lo que llevó a Jef a cometer su crimen, sino más bien la expiación por una culpa en la que Edmée ha incurrido. Fue ella quien incitó a su prima a cometer un sacrilegio, el robo de las supuestas piedras preciosas de un cáliz de hostia, que, según la ironía de Simenon, resultan completamente inútiles. Sin embargo, ella le negó a su prima la recompensa por el crimen, tras lo cual el hombre rechazado ejecutó el castigo sobre ella y al final también tuvo que afrontar las consecuencias finales para su propia vida. Según Ehing, Edmée aparece bajo la forma de una “puta de gran ciudad” como un elemento extraño en el curso de vida uniforme de una familia de agricultores flamenca. Descubre que su diferencia le otorga un poder desconocido sobre sus primos. 
Stanley G. Eskin caracteriza a Fred como un “playboy rural” y un “estafador lascivo”, mientras que a Jef lo caracteriza como un “tipo Quasimodo ” que fracasa en su cortejo de la chica precisamente debido a su inmensa ingenuidad.  Si bien Jef, según Peter Kaiser, inmediatamente se vuelve incondicionalmente sumiso a la niña, su hermano tarda un tiempo en enamorarse también del “niño anémico de la ciudad” con su exasperante arrogancia y distanciamiento. En su “frenesí de poder pubescente”, Edmée perturba a toda la familia. Socava el orden agrícola tradicional y es la causa de un número cada vez mayor de desgracias y desastres.  Para Behrang Samsami es la historia de una rebelión contra la vida cotidiana triste en las provincias. Por aburrimiento y deseo de distracción, Edmée siembra querellas y odio entre los miembros de la familia. Con su despertar de la sexualidad, pone en marcha una secuencia de acontecimientos que luego no podrán detenerse. 
Incluso en las primeras novelas, surge un motivo típico de Simenon para Patrick Marnham: la sexualidad como “fuente potencial de vergüenza y violencia”.  Según Sansani, “el 'mal' tiene connotaciones sexuales”. Los personajes están a merced de sus estados de ánimo, ya sea a la deriva pasivamente, o sus acciones están completamente determinadas por sus pasiones.  Para Eskin, una especie de “fisicalidad implacable” impregna el libro. Así se desarrolla el vínculo entre Jef y Edmée en una escena en la que se describe el desollamiento de una ardilla. El funeral del niño refleja el realismo brutal y drástico de la escena. También se describe en detalle de forma naturalista el accidente en una barcaza, en el que se ahogan los caballos de tiro. Al igual que el repetido contraste entre luces y sombras, hay un contraste constante en la novela entre la naturaleza húmeda y fría, y la calidez, que siempre está ligada a la sexualidad. 
Según Ehing, es un “frío acechante y paralizante” en el cual se desarrolla la acción. La aburrida monotonía de la vida rural, rota repetidamente por repentinos arrebatos de pasión, se refleja en la naturaleza uniforme y apática del canal. Y la catástrofe a la que inevitablemente se dirige la novela parece ser una especie de ley natural, con la implacable escalada así como los detalles de la vida cotidiana que recuerdan a Émile Zola.  Para Marnham, desde el principio existe “la premonición de la fatalidad”, una atmósfera de amenaza en la que el agua del canal no resulta ser el elixir de la vida, sino una fuerza primordial que sólo parece ser controlada, que arrastra a personas y animales o los arruina en un instante.  Eskin considera que la novela se caracteriza por un "fluido de decadencia y falta de armonía".  Para Peter Kaiser nos lleva directamente El corazón de las tinieblas, y todo sin el exotismo de la historia de Joseph Conrad. 

## Trasfondo
Después de que Georges Simenon se hiciera conocido en 1931 y 1932 con las novelas sobre el detective Maigret y hubiera escrito un total de 17 novelas en la serie, en el otoño de 1932 decidió, tras un extenso viaje por Europa, poner fin a la serie Maigret y " escribir “novelas reales” con las que quería ganarse la reputación de “escritor serio”. En los meses siguientes escribió sus tres primeras “romans durs” (novelas duras): Monsieur Hire, El efecto de la luna y La casa del canal. Rememorando, Simenon describió esta última en particular como su “primera novela”. 

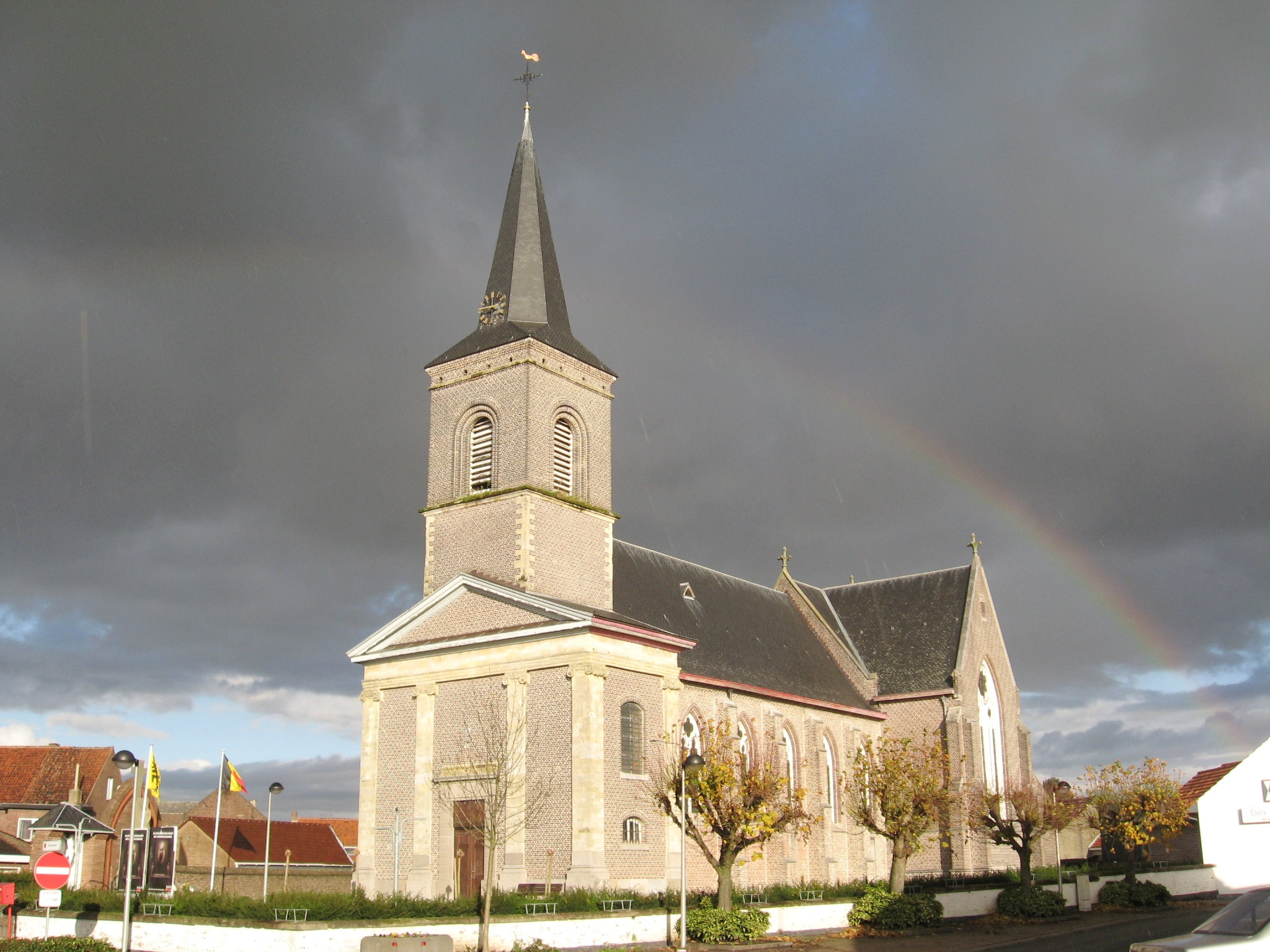
Sint-Petruskerk en Elen

La casa del canal es una de las pocas novelas que Simenon, que vivió en Francia y escribió para el mercado literario francés, ambientó en su Bélgica natal. La casa solitaria junto al canal existe realmente. Es la residencia de la familia Brüll, parientes maternos de Simenon, y está situada en Elen, un distrito de Dilsen-Stokkem.  Cuando tenía doce o trece años, el joven Simenon pasó una temporada en la casa, y los personajes de la novela están basados en personas reales de su familia, como su sobrino Alfred, que era cuatro años mayor.  Según el biógrafo de Simenon, Patrick Marnham, estos no son retratos detallados de los miembros de la familia, sino más bien un intento de capturar la atmósfera de su visita en ese momento. 
En la novela autobiográfica posterior Pedigree, que Simenon escribió durante la Segunda Guerra Mundial, también se refirió al episodio en la casa del abuelo Brüll. Muchos detalles de la novela corresponden a La casa del canal. Hay un primo mayor llamado Gaston que actúa como gobernante de la casa y un primo menor, Jef, que mata ardillas. El alter ego de Simenon, Roger, ha tomado el lugar de la niña Edmée. Para Thomas Narcejac, el enfoque típico del autor Simenon es que se basa en experiencias reales, que lleva al extremo en sus novelas a través de acontecimientos ficticios. Al hacerlo, descubre las cualidades características de los personajes (en este caso Gaston como un debilucho secreto, Jef como un asesino potencial) y les permite vivirlas con todas las consecuencias de una manera que nunca fue posible para los modelos reales. 

## Recepción
Algunos críticos destacan especialmente La casa del canal entre las novelas de Simenon. Cuando apareció por primera vez, la prensa la elogió “por su densidad atmosférica”.. Linda Sternberg Katz y Willam A. Katz la consideraron una de las mejores novelas de Simenon.  Para Raimund Petschner, la novela se encuentra entre “algunos muy buenos no Maigrets” de los “primeros años”.  El libro fue “efusivamente elogiado” por Max Jacob, según Patrick Marnham.  En sus memorias París era una fiesta, Ernest Hemingway no estaba seguro de si La casa del canal o Maigret en apuros fue su primer encuentro con la obra de Simenon, algo que a Gertrude Stein le hubiera gustado. Stanley G. Eskin puso en perspectiva que la novela carecía de una edición y una estructura cuidadosas, por lo que "a pesar de algunos enfoques brillantes, parece torpe"  Patrick Marnham criticó “algunos cambios de punto de vista torpes”.  Para Tilman Spreckelsen, los protagonistas actúan “demasiado esquemáticamente” y la trama está “evidentemente planificada”, pero esto se compensa con las imágenes a las que se entrega la novela: “¿Creó Simenon alguna vez imágenes tan inquietantes como el niño muerto que tanto perturba a los patinadores culpables, o la granja de madera junto al canal en la niebla eterna?" Su impresión de lectura culminó con la exclamación: “Qué libro tan horrible, qué atmósfera tan espeluznante, qué destino se desarrolla ante nosotros como en una película en blanco y negro con raros toques de color artificiales. 

## Adaptaciones
- En 1988, Josef Rusnak filmó la novela como una película para televisión franco-alemana como parte de la serie de televisión L'heure Simenon. Entre los actores se encontraban Mathilda May, Tobias Hoesl, Ralph Grobel, Christiane zu Salm y John Van Dreelen.
- A esta le siguió en 2003 una película para la televisión belga de Alain Berliner con Isild Le Besco, Corentin Lobet, Nicolas Buysse y Jean-Pierre Cassel.[20]
- En 2007, WDR produjo una obra de radio dirigida por Uwe Schareck. Los papeles principales corrieron a cargo de Katharina Schüttler, Serdar Somuncu, Christian Friedel, Claude De Demo y Thierry van Werveke. [21]

|              |
| Mathilda May |

|                |
| Isild Le Besco |